# Список самых высоких зданий Алабамы
Ниже представлен список зданий американского штата Алабама высотой более 80 метров — на 2015 год их насчитывается 17 штук. Самое высокое здание штата — RSA Battle House Tower, имеющее высоту 227 метров, что делает его 88-м по высоте во всех США. Больше всего небоскрёбов штата расположено в Бирмингеме — семь, за ним следует Мобил — пять зданий из приведённого ниже списка.

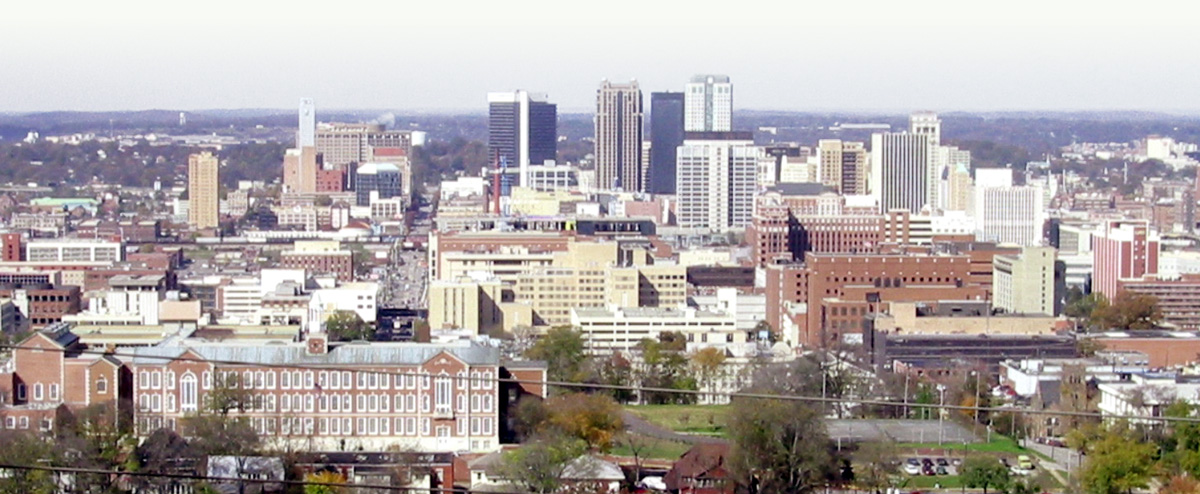
Панорама Бирмингема, 2002 год.

## Список
По убыванию высоты. Знак равенства = после порядкового номера означает, что несколько зданий имеют одинаковую высоту.
| № п/п | Название                          | Город      | Фото | Высота без шпилей и антенн, м. | Надземных этажей | Год окончания постройки | Примечания, ссылки |
| ----- | --------------------------------- | ---------- | ---- | ------------------------------ | ---------------- | ----------------------- | --- |
| 1     | RSA Battle House Tower            | Мобил      |      | 204,2                          | 35               | 2007                    | Самое высокое здание штата с 2007 года. |
| 2     | Wells Fargo Tower                 | Бирмингем  |      | 138,4                          | 34               | 1986                    | Самое высокое здание штата с 1986 по 2007 год. Носило названия SouthTrust Tower (1986—2005) и Wachovia Tower (2005—2010). |
| 3     | Regions-Harbert Plaza             | Бирмингем  |      | 133,2                          | 32               | 1989                    | Носило название AmSouth Harbert Plaza (1989—2007). |
| 4     | RSA–BankTrust Building            | Мобил      |      | 129,2                          | 34               | 1965                    | Самое высокое здание штата с 1965 по 1986 год. Носило названия First National Bank Building, AmSouth Bank Building (до 2006), GM Building (2009—2010).                                                                              |
| 5=    | AT&T City Center                  | Бирмингем  |      | 118,9                          | 30               | 1972                    | Носило названия South Central Bell Building (1972—1998) и BellSouth City Center (1998—?). |
| 5=    | Regions Center                    | Бирмингем  |      | 118,9                          | 30               | 1972                    | Носило названия First National-Southern Natural Building (1972 — нач. 1980-х), AmSouth-Sonat Tower (нач. 1980-х — 2002), AmSouth Center (2002—2006).                                                                                |
| 7     | Turquoise Place I                 | Ориндж-Бич |      | 114,9                          | 30               | 2009                    | |
| 8     | RSA Tower                         | Монтгомери |      | 114,3                          | 22               | 1996                    | |
| 9     | Saturn V Dynamic Test Stand       | Хантсвилл  |      | 109,7                          | —                | 1964                    | Испытательный стенд для ракет Сатурн-5 и комических челноков при Космическом центре Маршалла. Также известно как Dynamic Structural Test Facility.                                                                                  |
| 10    | Renaissance Riverview Plaza Hotel | Мобил      |      | 109,0                          | 28               | 1983                    | Ранее известно под названием Adam's Mark Hotel. |
| 11=   | City Federal Building             | Бирмингем  |      | 99,1                           | 27               | 1913                    | Ранее известно под названием Comer Building. С момента постройки некоторое время было самым высоким зданием на всём Юго-Востоке, с 1913 по 1965 год — самое высокое здание штата, с 1913 по 1972 год — самое высокое здание города. |
| 11=   | Mobile Government Plaza           | Мобил      |      | 99,1                           | 12               | 1994                    | |
| 13    | Mobile Marriott                   | Мобил      |      | 97,8                           | 20               | 1979                    | |
| 14    | Turquoise Place II                | Ориндж-Бич |      | 92,7                           | 24               | 2008                    | |
| 15    | Renaissance Tower                 | Флоренс    |      | 91,4                           | 4                | 1991                    | |
| 16    | Thomas Jefferson Hotel            | Бирмингем  |      | 87,5                           | 20               | 1920                    | Ранее известно под названиями Cabana Hotel (1972—1983) и Leer Tower (2005—2008), нынешнее название с 2013 года. |
| 17    | John Hand Building                | Бирмингем  |      | 82,3                           | 20               | 1912                    | |